# 郭志聰
郭志聰（1985年2月17日—），香港民主派人士，筲箕灣地區組織灣東願景召集人，資訊科技項目總經理，前香港東區區議會阿公岩選區議員。2019年香港區議會選舉中，他參選東區阿公岩選區，最後打敗林其東及陳溢謙，成功當選新一屆東區區議員。

## 議會問政

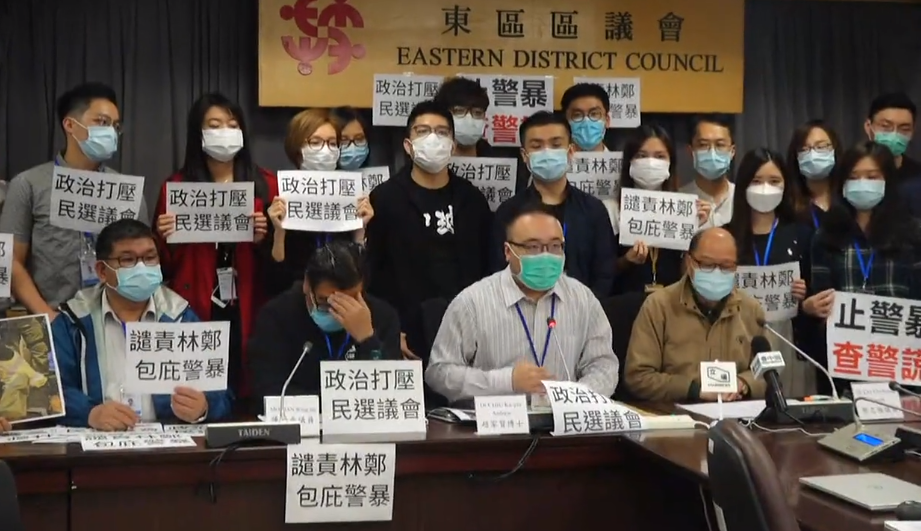
2020年3月10日，東區民主派議員譴責警務處不尊重民選議會 拒派員出席檢警會會議

### 便衣警喬裝區議會工作人員，推撞議員
2020年3月3日，東區區議會「監察警方執法及行動特別委員會」中，警務處派出東區指揮官韋志達及東區警民關係主任胡敏怡出席，不過討論「監警委員會」議程後，韋志達突然以自己「不合適」在場為由離開。有關舉動引起部分議員不滿，拿出「止警暴，查警謊」的標語追出會議室，意圖阻止韋離開。數名掛上「工作人員」證件人士突然從後門進入，護送指揮官離開。區議員質疑他們是便衣警員，但被反問「你係邊個？」，灣東願景東區區議員郭志聰更被撞至眼鏡飛脫。

### 政府突取消監警會會議
2020年3月10日，東區區議會原定舉行「檢視警方執法及行動特別委員會」第三次會議，討論多項與反送中運動相關議案，包括要求警方交代8月5日晚上北角衝突中的警力問題、在11月在柴灣發射多次催淚彈的原因、於太古城和西灣河的執法行動等事件。不過民政處在會議當日早上突然向委員會成員發出電郵，稱會議的職權範圍「可能涉及全港性執法事宜」和「收到高層命令」而宣布取消會議。警務處也拒絕派員出席。區議會26名民主派議員批評警權凌駕區議會職能，政府高層打壓區議會。

## 外部連結
- 郭志聰的Facebook專頁

| 議會席位      | 議會席位                                     | 議會席位    |
| ------------- | -------------------------------------------- | ----------- |
| 前任： 林其東 | 東區區議員（阿公岩選區） 2020年—2021年7月9日 | 繼任： 懸空 |